# Euragallia machaera
Euragallia machaera är en insektsart som beskrevs av Kramer 1964. Euragallia machaera ingår i släktet Euragallia och familjen dvärgstritar. Inga underarter finns listade i Catalogue of Life.